# Psalm 29
Psalm 29 is de 29e psalm uit Psalmen in de Hebreeuwse Bijbel en een psalm van David. Psalm 29 is een lofzang aan Gods macht die zich manifesteert in donder en bliksem.
De tekst is taalkundig moeilijk en levert regelmatig problemen op bij het vertalen. De psalm vertoont in woordgebruik en de voorstelling van een God van donder en de bliksem overeenkomsten met oude Kanaänitische teksten, gevonden in Ugarit (ca. 1350-1200 v.Chr.).
Soera De Donder in de Koran heeft overeenkomsten met Psalm 29.

## Jodendom
In het Jodendom is Psalm 29 een veel gezongen en gereciteerde psalm. Deze psalm komt terug in onder meer de volgende gebeden en gebruiken:
- Psalm 29 is de zesde paragraaf uit de Kabbalat sjabbat, een Joods gebed.
- Psalm 29 wordt opgezegd tijdens de sjachariet (morgengebed) op de sjabbat.
- Psalm 29 wordt in sommige Joodse gemeenten opgezegd tijdens de derde dag van Soekot.
- Vers 11 is een deel van de Berachot.